# FA Cup 1903/04

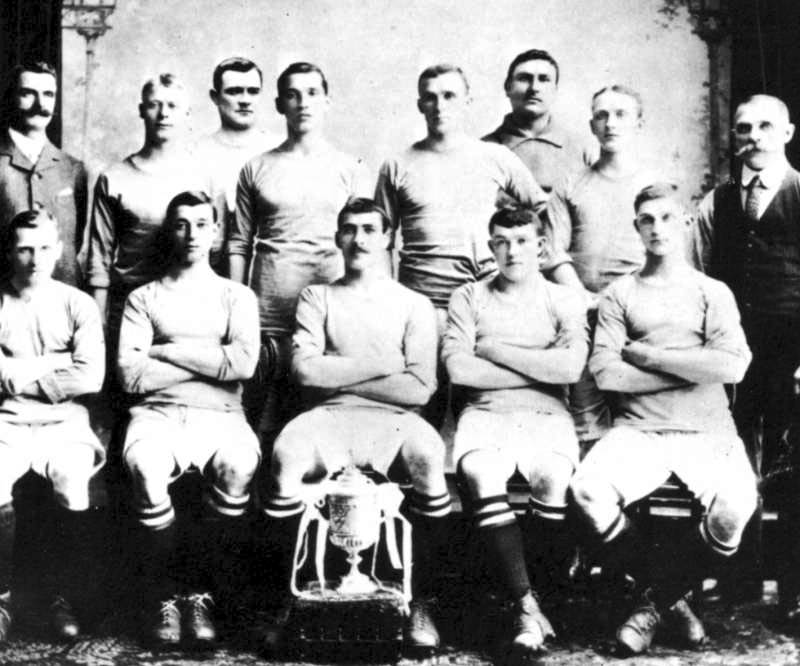
Die Pokal-Siegermannschaft von Manchester City im Jahr 1904.

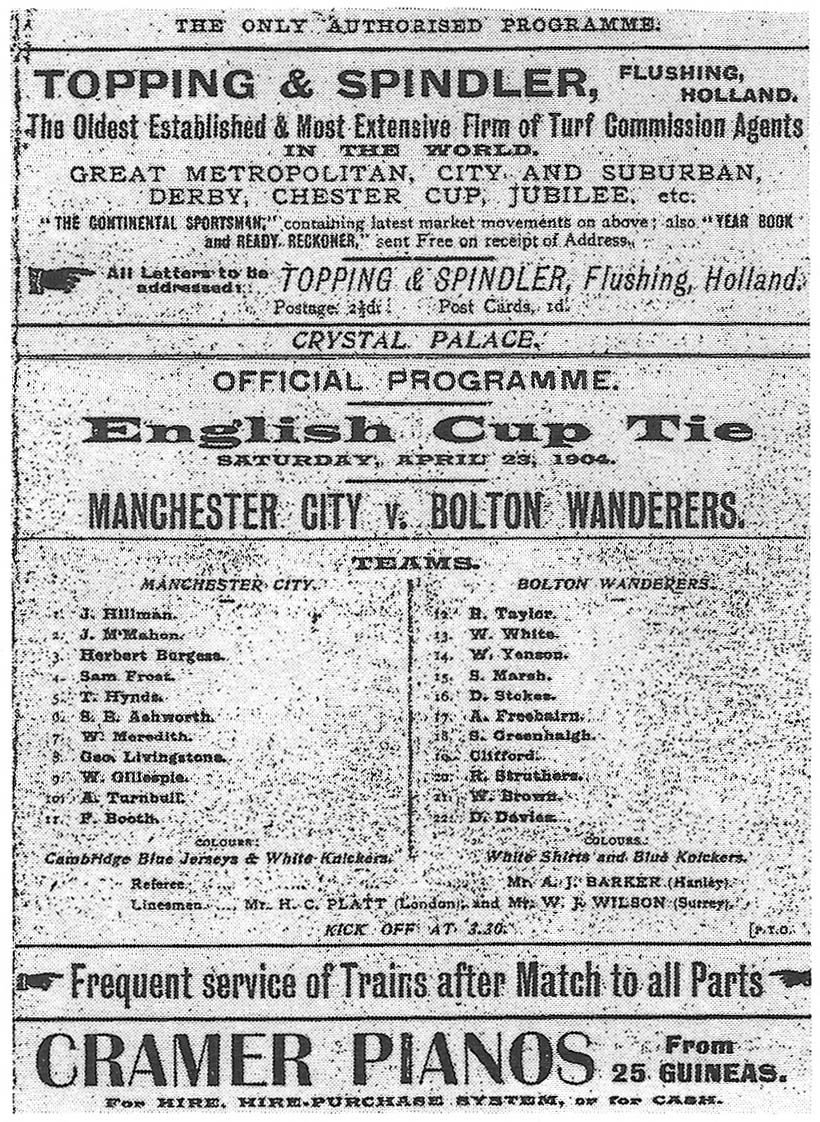
Das Spielprogramm des FA-Cup-Finals von 1904.

Der FA Cup 1903/04 war die 33. Austragung des The Football Association Challenge Cup (meist als FA Cup bekannt).
Der Pokalwettbewerb startete mit der Qualifikation zwischen dem 12. September 1903 und dem 7. Dezember 1903, der eine Zwischenrunde zwischen dem 12. Dezember 1903 und dem 11. Januar 1904 folgte. Die Hauptrunde begann anschließend ab dem 6. Februar 1904 und endete mit dem Finalspiel im Crystal Palace in London am 23. April 1904 vor einer Kulisse von offiziell 61.374 Zuschauern. Sieger des Wettbewerbs wurde zum ersten Mal Manchester City. Unterlegener Finalist waren die Bolton Wanderers.

## Wettbewerb

### Zwischenrunde
| Datum             |                   | Ergebnis |                      |
| ----------------- | ----------------- | -------- | -------------------- |
| 12. Dezember 1903 | FC Brentford      | 1:1      | Plymouth Argyle      |
| 12. Dezember 1903 | Bristol Rovers    | 1:1      | Woolwich Arsenal     |
| 12. Dezember 1903 | Burslem Port Vale | 3:0      | Burton United        |
| 12. Dezember 1903 | Grimsby Town      | 2:0      | FC Barnsley          |
| 12. Dezember 1903 | Manchester United | 1:1      | Small Heath          |
| 12. Dezember 1903 | New Brompton      | 1:1      | Bristol City         |
| 12. Dezember 1903 | Preston North End | 2:1      | FC Darwen            |
| 12. Dezember 1903 | FC Reading        | 1:0      | Gainsborough Trinity |
| 12. Dezember 1903 | FC Stockton       | 2:1      | Shrewsbury Town      |
| 12. Dezember 1903 | West Ham United   | 0:1      | FC Fulham            |

#### Wiederholungsspiele
| Datum             |                   | Ergebnis |                   |
| ----------------- | ----------------- | -------- | ----------------- |
| 16. Dezember 1903 | Bristol City      | 5:2      | New Brompton      |
| 16. Dezember 1903 | Plymouth Argyle   | 4:1      | FC Brentford      |
| 16. Dezember 1903 | Small Heath       | 1:1      | Manchester United |
| 16. Dezember 1903 | Woolwich Arsenal  | 1:1      | Bristol Rovers    |
| 21. Dezember 1903 | Bristol Rovers    | 0:1      | Woolwich Arsenal  |
| 21. Dezember 1903 | Small Heath       | 1:1      | Manchester United |
| 11. Januar 1904   | Manchester United | 3:1      | Small Heath       |

### Erste Hauptrunde
| Datum            |                      | Ergebnis |                         |
| ---------------- | -------------------- | -------- | ----------------------- |
| 6. Februar 1904  | Blackburn Rovers     | 3:1      | FC Liverpool            |
| 6. Februar 1904  | Bristol City         | 1:3      | Sheffield United        |
| 6. Februar 1904  | FC Bury              | 2:1      | Newcastle United        |
| 6. Februar 1904  | FC Everton           | 1:2      | Tottenham Hotspur       |
| 6. Februar 1904  | Manchester City      | 3:2      | AFC Sunderland          |
| 6. Februar 1904  | FC Millwall          | 0:2      | FC Middlesbrough        |
| 6. Februar 1904  | Notts County         | 3:3      | Manchester United       |
| 6. Februar 1904  | Plymouth Argyle      | 2:2      | The Wednesday           |
| 6. Februar 1904  | FC Portsmouth        | 2:5      | Derby County            |
| 6. Februar 1904  | Preston North End    | 1:0      | Grimsby Town            |
| 6. Februar 1904  | FC Reading           | 1:1      | Bolton Wanderers        |
| 6. Februar 1904  | FC Southampton       | 3:0      | Burslem Port Vale       |
| 6. Februar 1904  | FC Stockton          | 1:4      | Wolverhampton Wanderers |
| 6. Februar 1904  | FC Stoke             | 2:3      | Aston Villa             |
| 6. Februar 1904  | Woolwich Arsenal     | 1:0      | Fulham                  |
| 10. Februar 1904 | West Bromwich Albion | 1:1      | Nottingham Forest       |

#### Wiederholungsspiele
| Datum            |                   | Ergebnis |                      |
| ---------------- | ----------------- | -------- | -------------------- |
| 10. Februar 1904 | Bolton Wanderers  | 3:2      | FC Reading           |
| 10. Februar 1904 | Manchester United | 2:1      | Notts County         |
| 10. Februar 1904 | The Wednesday     | 2:0      | Plymouth Argyle      |
| 13. Februar 1904 | Nottingham Forest | 3:1      | West Bromwich Albion |

### Zweite Hauptrunde
| Datum            |                   | Ergebnis |                         |
| ---------------- | ----------------- | -------- | ----------------------- |
| 20. Februar 1904 | Blackburn Rovers  | 3:1      | Nottingham Forest       |
| 20. Februar 1904 | Bolton Wanderers  | 4:1      | FC Southampton          |
| 20. Februar 1904 | FC Bury           | 1:2      | Sheffield United        |
| 20. Februar 1904 | Derby County      | 2:2      | Wolverhampton Wanderers |
| 20. Februar 1904 | Preston North End | 0:3      | FC Middlesbrough        |
| 20. Februar 1904 | The Wednesday     | 6:0      | Manchester United       |
| 20. Februar 1904 | Woolwich Arsenal  | 0:2      | Manchester City         |
| 25. Februar 1904 | Aston Villa       | 0:1      | Tottenham Hotspur       |

#### Wiederholungsspiele
| Datum            |                         | Ergebnis |                         |
| ---------------- | ----------------------- | -------- | ----------------------- |
| 24. Februar 1904 | Wolverhampton Wanderers | 2:2      | Derby County            |
| 29. Februar 1904 | Derby County            | 1:0      | Wolverhampton Wanderers |

### Dritte Hauptrunde
| Datum        |                   | Ergebnis |                  |
| ------------ | ----------------- | -------- | ---------------- |
| 5. März 1904 | Derby County      | 2:1      | Blackburn Rovers |
| 5. März 1904 | Manchester City   | 0:0      | FC Middlesbrough |
| 5. März 1904 | Sheffield United  | 0:2      | Bolton Wanderers |
| 5. März 1904 | Tottenham Hotspur | 1:1      | The Wednesday    |

#### Wiederholungsspiele
| Datum        |                  | Ergebnis |                   |
| ------------ | ---------------- | -------- | ----------------- |
| 9. März 1904 | FC Middlesbrough | 1:3      | Manchester City   |
| 9. März 1904 | The Wednesday    | 2:0      | Tottenham Hotspur |

### Halbfinale
Die beiden Spiele wurden am 19. März 1904 ausgetragen.
|                  | Ergebnis |               | Ort           |
| ---------------- | -------- | ------------- | ------------- |
| Bolton Wanderers | 1:0      | Derby County  | Wolverhampton |
| Manchester City  | 3:0      | The Wednesday | Liverpool     |

### Finale
| Manchester City                                    | Manchester City | Bolton Wanderers | Bolton Wanderers |
| -------------------------------------------------- | --- | --- | ---------------- |
| Manchester City                                    | \| Finale \| \| Samstag, 23. April 1904 in London (Crystal Palace) \| \| Ergebnis: 1:0 (1:0) \| \| Zuschauer: 61.374 \| \| Schiedsrichter: A. J. Barker \| \| Spielbericht \|                      | \| Finale \| \| Samstag, 23. April 1904 in London (Crystal Palace) \| \| Ergebnis: 1:0 (1:0) \| \| Zuschauer: 61.374 \| \| Schiedsrichter: A. J. Barker \| \| Spielbericht \|                | Bolton Wanderers |
| Manchester City                                    | Jack Hillman – Johnny McMahon, Herbert Burgess – Sammy Frost, Tommy Hynds, Sam Ashworth – Billy Meredith, George Livingstone, Billie Gillespie, Sandy Turnbull, Frank Booth Cheftrainer: Tom Maley | Dai Davies – William Brown, Bob Struthers – Robert Clifford, Sam Greenhalgh, Archie Freebairn – David Stokes, Sam Marsh, Billy Yenson, Wattie White, Bob Taylor Cheftrainer: John Somerville | Bolton Wanderers |
| Manchester City                                    | 1:0 Billy Meredith (23.) | | Bolton Wanderers |
| Finale                                             | | |                  |
| Samstag, 23. April 1904 in London (Crystal Palace) | | |                  |
| Ergebnis: 1:0 (1:0)                                | | |                  |
| Zuschauer: 61.374                                  | | |                  |
| Schiedsrichter: A. J. Barker                       | | |                  |
| Spielbericht                                       | | |                  |